# Nederlands Watermuseum

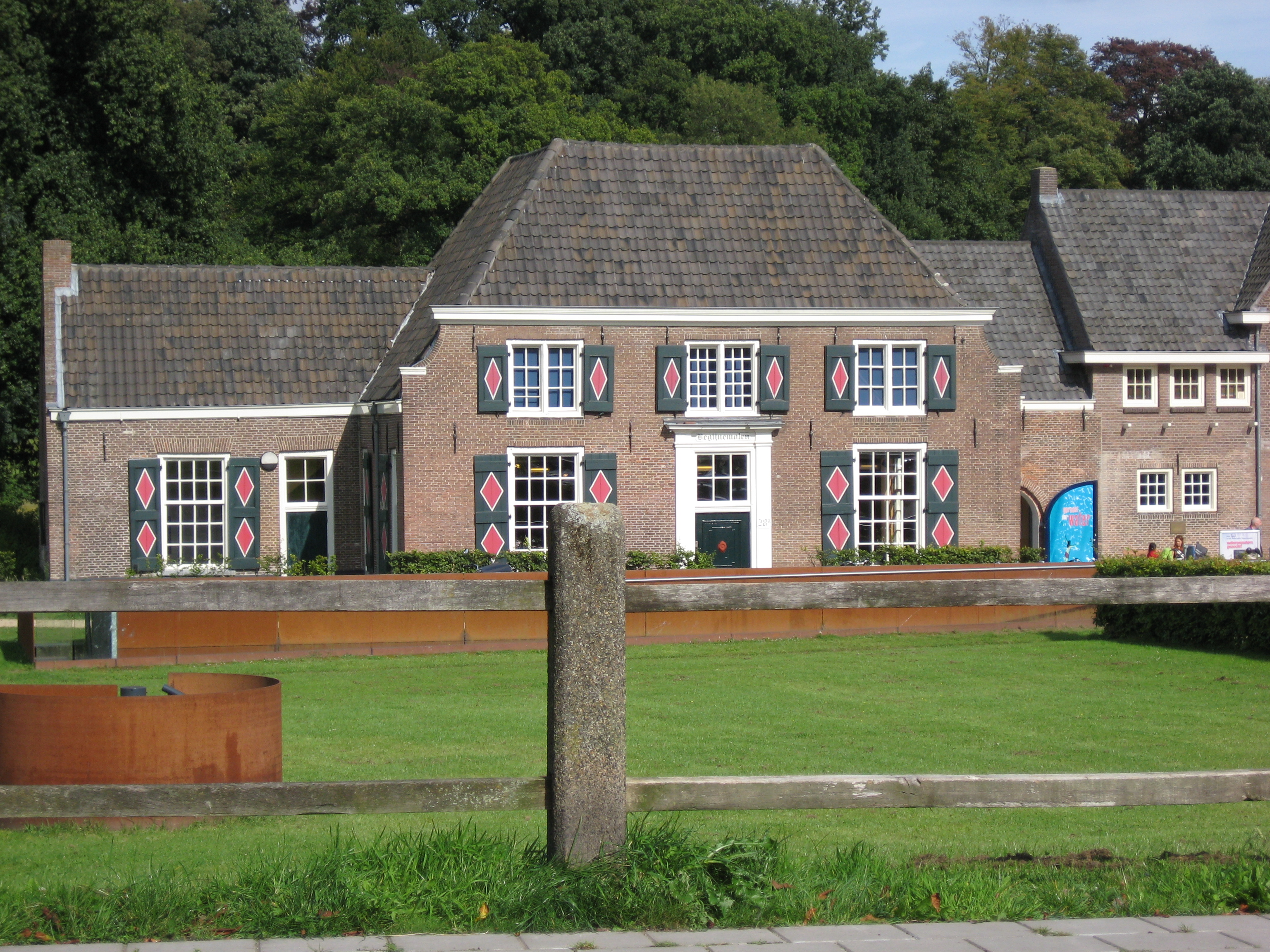
Vooraanzicht van het Watermuseum

Het Nederlands Watermuseum in Arnhem is het museum dat zich richt op informatie over alles aspecten van (zoet) water, zoals waterhuishouding, drinkwater en waterzuivering. Het museum werd geopend in 2004.
In 1998 ontstond bij dijkgraaf H. van Brink het idee voor een voorlichtingscentrum voor het waterschap Rijn en IJssel in de voormalige Bagijnemolen in het monumentale park Sonsbeek in Arnhem. De oude watermolen uit de 16e en 17e eeuw is gelegen aan de Sint-Jansbeek, de plek waar Arnhem is ontstaan. Met behulp van anderen groeide het idee al snel uit tot het Nederlands Watermuseum.